# RNASEH2C
RNASEH2C (англ. Ribonuclease H2 subunit C) – білок, який кодується однойменним геном, розташованим у людей на короткому плечі 11-ї хромосоми. Довжина поліпептидного ланцюга білка становить 164 амінокислот, а молекулярна маса — 17 840.
| 10         |  | 20         |  | 30         |  | 40         |  | 50         |
| ---------- |  | ---------- |  | ---------- |  | ---------- |  | ---------- |
| MESGDEAAIE |  | RHRVHLRSAT |  | LRDAVPATLH |  | LLPCEVAVDG |  | PAPVGRFFTP |
| AIRQGPEGLE |  | VSFRGRCLRG |  | EEVAVPPGLV |  | GYVMVTEEKK |  | VSMGKPDPLR |
| DSGTDDQEEE |  | PLERDFDRFI |  | GATANFSRFT |  | LWGLETIPGP |  | DAKVRGALTW |
| PSLAAAIHAQ |  | VPED       |  |            |  |            |  |            |

A: Аланін

C: Цистеїн

D: Аспарагінова кислота

E: Глутамінова кислота

F: Фенілаланін

G: Гліцин

H: Гістидин

I: Ізолейцин

K: Лізин

L: Лейцин

M: Метіонін

N: Аспарагін

P: Пролін

Q: Глутамін

R: Аргінін

S: Серин

T: Треонін

V: Валін

W: Триптофан

Кодований геном білок за функцією належить до фосфопротеїнів. 
Задіяний у такому біологічному процесі, як ацетилювання. 
Локалізований у ядрі.